# Заведения за хранене и развлечения
Заведенията за хранене и развлечения са ресторанти, заведения за бързо обслужване, питейни заведения, барове и кафе-сладкарници.
Самостоятелните заведения за хранене и развлечения се определят, като категория „една звезда“, „две звезди“ или „три звезди“ от кмета на общината, по предложение на съответната общинска експертна комисия по категоризация на туристически обекти (ОЕККТО). Заведенията за хранене и развлечения се определят, като категория „четири звезди“ или „пет звезди“ от министъра на туризма, по предложение на Експертната комисия по категоризация на туристически обекти (ЕККТО), прието с мнозинство от две трети от състава ѝ, присъстващ на заседанието.

## Ресторант
Ресторантите могат да бъдат:
- Класически ресторант: предлага широко разнообразие от приготвени на място многокомпонентни кулинарни изделия и специалитети, сладкарски изделия, десерти, хляб, хлебни и тестени изделия, топли напитки, сокове, готови за консумация безалкохолни и алкохолни напитки и създава условия за хранене и развлечения;
- Специализиран ресторант:
  - за риба, птици, дивеч или друго: предлага асортимент, базиран на даден основен продукт – риба, рибни продукти и други морски продукти; птиче месо; дивечово месо или друго;
  - за барбекю, грил или скара: предлага асортимент, базиран на печени меса на скара или на плоча;
  - ресторант-пицария: предлага кухненска продукция и разнообразен асортимент от различни видове хлебни и тестени изделия – пици, спагети, лазаня, макарони; салати, сосове, кухненски десерти, малотрайни и трайни сладкарски изделия, приготвяни на място, и други, както и приготвя за консумация алкохолни и безалкохолни напитки, натурални минерални, изворни и трапезни води, пиво и вина;
  - ресторант с национална кухня:
    - ресторант с българска кухня: предлага предимно българска национална и регионална кухня и напитки – механа, гостилница, битова къща, ханче и други;
    - ресторант с чуждестранна кухня: предлага френска, италианска, китайска, японска и друга кухня; асортиментът се базира на съответните национални кухни и напитки;

  - ресторант-клуб – обслужва клиенти с определени интереси;
  - атракционно-тематичен ресторант: предлага подходящ асортимент от ястия, напитки и/или артистично-музикална програма, с характерен архитектурен вътрешен и външен облик (шатри, кошари, колиби, фрегати и др.).

## Заведения за бързо обслужване
Заведенията за бързо обслужване са:
- Снекбар: предлага асортимент от ястия и специалитети, приготвени на скара или плоча, аламинути, салати, супи; готови трайни и малотрайни сладкарски изделия, сладолед; топли напитки, натурални минерални, изворни и трапезни води, готови за консумация алкохолни и безалкохолни напитки и пиво; кухненската продукция се приготвя пред клиента и се предлага от барплот;
- Бистро: предлага ограничена кухненска продукция от готови за консумация храни в консервиран, замразен, концентриран или изсушен вид; липсва процесът на подготовка на храната в обекта; картменюто включва топли напитки, натурални минерални, изворни и трапезни води, готови за консумация алкохолни и безалкохолни напитки и пиво;
- Заведения за бързо хранене: предлага сандвичи с колбаси, сирена, комбинирани, сандвичи, комбинирани с пресни зеленчуци, хамбургери, пържени картофи, скара от месни полуфабрикати, сосове, салати, готови тестени изделия, сладкарски изделия, захарни и шоколадови изделия, сладолед, топли напитки, натурални минерални, изворни и трапезни води, готови за консумация безалкохолни напитки и пиво;
- Закусвалня – предлага разнообразен асортимент, посочен в някоя от изброените групи:
  - супи, салати, сандвичи и ястия от субпродукти;
  - аламинути, приготвени на скара – кюфтета, кебапчета, карначета, шишчета и др., салати; картменюто включва топли напитки, млечни напитки, натурални минерални, изворни и трапезни води, готови за консумация безалкохолни напитки, пиво и ограничен набор от алкохолни напитки.

## Питейни заведения
Питейните заведения са:
- Кафе-аперитив: предлага богат асортимент от готови за консумация алкохолни и безалкохолни напитки, натурални минерални, изворни и трапезни води; ограничен асортимент кулинарна продукция – салати, студени мезета, пържени картофи, месни полуфабрикати на скара, сандвичи, хамбургери, захарни и шоколадови изделия, ядкови плодове, сладолед;
- Винарна: предлага богат асортимент от преобладаващо наливни и бутилирани вина, готови за консумация алкохолни и безалкохолни напитки, натурални минерални, изворни и трапезни води, подходяща кухненска продукция и мезета; може да има условия за дегустация;
- Пивница (кръчма): предлага разливни и бутилирани алкохолни и безалкохолни напитки, натурални минерални, изворни и трапезни води, топли напитки, салати, студени мезета, ядки, захарни и шоколадови изделия;
- Бирария: предлага разнообразен асортимент от наливно и бутилирано пиво, салати, студени мезета, пържени картофи, месни полуфабрикати на скара, топли напитки, натурални минерални, изворни и трапезни води, готови за консумация безалкохолни и алкохолни напитки.

## Барове
Баровете могат да бъдат:
- Коктейл бар: предлага богат асортимент предимно от готови за консумация алкохолни и безалкохолни напитки и коктейли, натурални минерални, изворни и трапезни води, ядкови плодове, сладкарска продукция и захарни изделия;
- Кафе-бар: предлага различни видове кафе, готови за консумация безалкохолни и алкохолни напитки, натурални минерални, изворни и трапезни води, плодове и др.;
- Бар-конгресен център: предлага асортимент, предназначен за обслужване на конгресни прояви;
- Бар-спортен център (-басейн, -тенис, -фитнес, -боулинг и др.): предлага тонизиращи напитки, алкохолни напитки, сокове, нектари, безалкохолни коктейли и напитки, натурални минерални, изворни и трапезни води и др.;
- Бар-фоайе (лоби бар): предлага готови за консумация алкохолни и безалкохолни напитки, натурални минерални, изворни и трапезни води, коктейли, закуски, десерти, ядкови плодове и др.; разположен е в непосредствена близост до фоайето на места за настаняване;
- Дискотека: предлага готови за консумация алкохолни и безалкохолни напитки, натурални минерални, изворни и трапезни води, коктейли, ядкови плодове, топли напитки, сандвичи и хамбургери, захарни и шоколадови изделия; заведение предимно за танцуване с дансинг и плотове в търговската зала и ограничен брой места за сядане;
- Бар-клуб: предлага готови за консумация алкохолни и безалкохолни напитки, натурални минерални, изворни и трапезни води, кухненска и сладкарска продукция и др.; заведение с музикално-артистична програма за клиенти с определени интереси;
- Пиано-бар: предлага готови за консумация алкохолни и безалкохолни напитки, натурални минерални, изворни и трапезни води, коктейли, топли напитки, ядкови плодове, захарни и шоколадови изделия; заведение с тихо музициране;
- Бар-казино: заведение с барово обслужване в казино зала;
- Бар-вариете: луксозно заведение с барово обслужване и с музикално-артистична програма;
- Нощен бар: заведение с барово обслужване и с нощен режим на работа.

## Кафе-сладкарници
Кафе-сладкарниците са:
- Кафе-сладкарница: предлага малотрайни и трайни сладкарски изделия, захарни и шоколадови изделия, сандвичи, хамбургери, тестени закуски, сладолед, топли напитки, коктейли, натурални минерални, изворни и трапезни води, пиво, готови за консумация безалкохолни и алкохолни напитки;
- Сладкарница: предлага малотрайни и трайни сладкарски изделия, захарни и шоколадови изделия, тестени закуски, сандвичи, сладолед, топли напитки, млечни напитки, натурални минерални, изворни и трапезни води и готови за консумация безалкохолни напитки;
- Сладоледен салон: предлага преобладаващ асортимент от разнообразни сладоледи на млечна, фруктова, сметанова и друга основа, сладоледени специалитети, сладоледени торти, пасти, шейкове, айскафе и др.;
- Кафене: предлага топли напитки, натурални минерални, изворни и трапезни води, готови за консумация алкохолни и безалкохолни напитки, малотрайни и трайни сладкарски изделия, захарни и шоколадови изделия, тестени закуски, ядкови плодове;
- Кафе-клуб: предлага топли напитки, натурални минерални, изворни и трапезни води, готови за консумация безалкохолни и алкохолни напитки, захарни и шоколадови изделия, ядкови плодове, за клиенти с определени интереси (интернет, изкуство, игри и др.);
- Кафетерия: предлага разнообразни топли напитки, готови за консумация безалкохолни напитки, натурални минерални, изворни и трапезни води, закуски, тестени, захарни и шоколадови изделия;
- Чайна: предлага топли тонизиращи и слабоалкохолни напитки (чай, билкови отвари, кафе, горещ шоколад, какао, грог, пунш, греяни вина и други), както и закуски.